# Louis Lemaire (peintre)
Pour les articles homonymes, voir Louis Lemaire et Lemaire.
Louis Marie Lemaire, né à Paris le 18 avril 1824 et mort dans la même ville le 16 mars 1910, est un peintre et graveur français.

## Biographie
Louis Lemaire naît à Paris le 18 avril 1824, fils de Louis Antoine et Marie Françoise Fournier. 
Après des cours de dessin, il commence sa carrière dans une fabrique de papiers peints, pour laquelle il réalise des motifs. 
Élève d'Auguste Marie Boulard et Jules Dupré, il peint des fleurs et des paysages. Il est également graveur. Il expose pour la première fois au Salon en 1849, et obtient une mention honorable en 1883, une médaille de 3e classe en 1884, et une médaille de 2e classe en 1899. Il expose également au Salon de Versailles en 1899, où il obtient une 1re médaille d'argent, et au Salon de Pau de 1900,.
Il se marie en 1860 avec Marie Masson, fille d'un épicier de Coulommiers. Il se rapproche alors de ses deux maîtres installés à L'Isle-Adam et Champagne-sur-Oise, et devient lui-même propriétaire de la propriété les Arcades, rue du Maréchal Foch à Parmain.
Il meurt le 16 mars 1910 à Paris, où il est inhumé au cimetière du Père-Lachaise dans la tombe familiale .

## Œuvres dans les collections publiques
- L'Isle-Adam, musée d'Art et d'Histoire Louis-Senlecq :

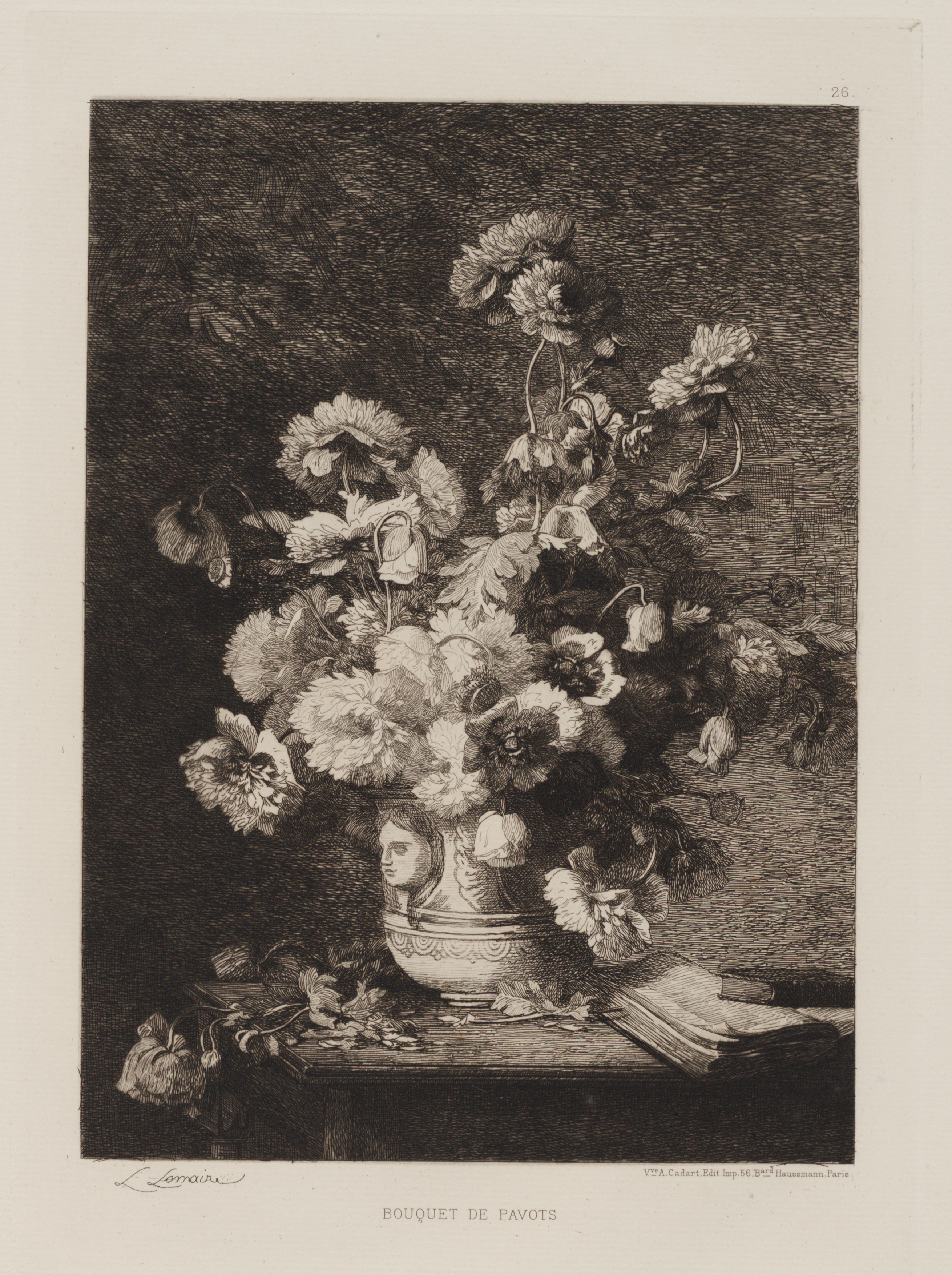
Bouquet de pavots (1879), eau forte, édition Alfred Cadart.

  - Juin aux Arcades, peinture à l'huile ;
  - Bouquet décoratif, estampe.
- Paris, bibliothèque Forney : Papier peint à motifs[7].
- Rouen, musée des Beaux-Arts : Bouquet de dahlias, peinture à l'huile.